# グレートアンドグランド
グレートアンドグランド株式会社（英: GREAT & GRAND Co., Ltd.）は日本のドラッグストア向けプライベートブランド商品開発会社である。略称はG&G。

## 加盟企業
- アカカベ
- いない
- 大賀薬局
- 生活協同組合コープさっぽろ
- 救命堂
- 杏林堂薬局
- キリン堂
- クリエイトSDホールディングス
- ゲンキー
- コープ東北サンネット事業連合
- コクミン
- ココカラファインヘルスケア
- コスモス薬品
- ツルハグループドラッグ&ファーマシー西日本
- ぱぱす
- 平和堂
- ユニバーサルドラッグ
- レデイ薬局

## かつて加盟していた企業
- くすり自然堂
- モリス

## ブランド
- ラフェルサ（医薬品）
- Medigen+〔メディジェン〕（衛生用品）
- Health Lead〔ヘルスリード〕（健康食品）
- Claudia Jansen〔クラウディア ジャンセン〕（化粧品）
- Dr.Denlist〔ドクターデンリスト〕（オーラルケア用品）
- Goody Life〔グッディライフ〕（日用品）
- Petit Smile〔プチスマイル〕（ベビー用品）

## 関連会社
- 株式会社エージーエムコーポレーション
- 株式会社クラウディア・ジャンセン
- 株式会社アスミック事務所
- 株式会社フィールドアンドデバイス
- 株式会社イニシア・コア・トータルPCサポート